# Скородок, Леонид Маркович
Леони́д Ма́ркович Скородо́к (2 мая 1939, Севастополь – 3 декабря 1982, Ленинград) — советский педиатр, детский эндокринолог, доктор медицинских наук, ассистент кафедры госпитальной педиатрии Ленинградского педиатрического медицинского института; 
Один из основоположников школы детских эндокринологов и детской эндокринологической службы Ленинграда.

## Биография
Родился в Севастополе, в семье мичмана Черноморского Флота Марка (Маркуса) Наумовича Скородока (1906—1942) и его жены Добы Владимировны. С первого дня войны отец, в составе Службы наблюдения и связи Главной базы Черноморского Флота, оказался среди героических защитников Севастополя. Он пропал без вести 2 июля 1942 года — в те самые дни, когда город уже был занят противником и последний очаг сопротивления советских моряков оставался лишь в Херсонесе. Семья успела эвакуироваться в Тихорецкий район Краснодарского края, откуда позже, в связи с приближением фронта, перебралась в одну из республик Средней Азии.
Окончание войны застало семью уже в Казани. Здесь в 1957 году Леонид Скородок окончил среднюю школу и в том же году поступил на педиатрический факультет Казанского государственного медицинского института. Он успешно окончил его в 1963 году. Начало трудовой деятельности Л. М. Скородока связано с Детской клинической больницей МПС (ныне Отделенческая больница на ст. Казань ОАО «РЖД»), где в течение двух лет он работал в должности врача-ординатора. Именно в эти годы Леонид Маркович впервые увлёкся эндокринологией и добился первичной специализации по выбранной специальности.
В 1965 году Л. М. Скородок поступил в аспирантуру сразу двух кафедр: педиатрии № 1 профессора Н. А. Шалкова  и эндокринологии академика В. Г. Баранова Ленинградского Государственного института для усовершенствования врачей (Ленинградский ГИДУВ). Темой научной работы он избрал патологию щитовидной железы у детей. В городе тогда существовало всего несколько детских эндокринологических коек. Они находились в детской объединенной больнице Смольнинского района на Очаковской улице. В этой небольшом, на два отделения стационаре, в состав которого входила ещё участковая поликлиника, аспирант Л. М. Скородок выполнял обязанности врача отделения и работал над диссертацией.
Окончив аспирантуру, но ещё до защиты диссертации, которую он назвал «Некоторые показатели течения гипотиреоза у детей в зависимости от сроков начала гормональной терапии и степени компенсации недостаточности щитовидной железы», в октябре 1968 года Леонид Маркович вернулся в Казань. Это стало следствием избрания его на должность ассистента кафедры педиатрии № 2 Государственного института для усовершенствования врачей имени В. И. Ленина (Казанский ГИДУВ). За короткий период работы на этой кафедре Л. М. Скородок подготовил и прочёл врачам-курсантам первый в истории института цикл лекций по детской эндокринологии. В то же время, в феврале 1969 года он сумел с успехом доложить материалы своего диссертационного исследования на III Всероссийском съезде педиатров. Столь представительный форум проходил в Москве и впервые был посвящён обсуждению вопросов детской эндокринологии .
Защита диссертации состоялась в Ленинградским ГИДУВ’е 2 апреля 1969 года. С присвоением учёного звания кандидата медицинских наук, Л. М. Скородок остался в Ленинграде и, после непродолжительной работы в должности врача-эндокринолога детской поликлиники № 49 Пушкинского района, был в марте 1970 года избран по конкурсу ассистентом кафедры госпитальной педиатрии академика А. Ф. Тура Ленинградского педиатрического медицинского института.
Уже в следующем году Л. М. Скородок стал одним из инициаторов организации Первой всесоюзной конференции педиатров-эндокринологов, которая проходила в июне 1970 года в Иванове. На ней обсуждались наиболее актуальные проблемы диагностики и лечения эндокринных заболеваний у детей, вопросы улучшения специализированной помощи.
С приходом Леонида Марковича на кафедру, в институте появилось новое направление как в преподавании педиатрии, так и в научной деятельности. Его лекции и цикл занятий для студентов 5-го курса по детской эндокринологии пользовались неизменной  популярностью среди студентов и коллег. Методике проведения этих занятий были посвящены несколько учебно-методических пособий, написанные Л. М. Скородоком в содружестве с доцентом Г. Ф. Мацко.
В 1979 году в учебнике по детским болезням, изданном под редакцией  А. Ф. Тура, О. Ф. Тарасова и Н. П. Шабалова, впервые появилась большая глава под названием «Эндокринные заболевания». Она была написана Л. М. Скородоком в соавторстве с Е. Г. Князевской и А. Ш. Стройковой. Для того же учебника (и тоже впервые) Леонид Маркович и Л. В. Эрман написали главу «Наследственные болезни».
Изучению физиологии и патологии эндокринной системы у детей был посвящён большой цикл научных исследований Л. М. Скородока и руководимой им группой аспирантов кафедры и студентов СНО. Наиболее яркие его работы были посвящены трем направлениям детской эндокринологии:
- Поиску оптимальных условий лечения детей, страдающих врожденным гипотиреозом. Результаты этих исследований получили высокую оценку на Всесоюзной и Республиканской конференциях по детской эндокринологии и на Первом всесоюзном съезде эндокринологов. Большой стенд посвящённый успехам в этом направлении был представлен Леонидом Марковичем на ВДНХ;
- Изучению функционального состояния щитовидной железы у здоровых детей разного возраста и больных с нарушением тиреоидной функции;
- Разработке новых методов диагностики и контроля лечения у детей с гипогонадизмом.

Именно этому, последнему направлению была посвящена докторская диссертация Л. М. Скородока, которую он назвал: «Нарушения гипоталамо-гипофизарно-гонадных взаимосвязей при гипогонадизме и задержке полового развития у мальчиков, пути их диагностики и коррекции». Весьма плодотворное сотрудничество связывало его в этот период с лабораторией экспериментальной эндокринологии Института физиологии им. И.П. Павлова, в частности с д.б.н. Оксаной Николаевной Савченко, в содружестве с которой по теме диссертации была написана монография «Нарушения полового развития у мальчиков». Леонид Маркович успел завершить и успешно защитить свою работу, но диплом о присвоении ему учёного звания доктора медицинских наук был прислан из ВАК уже после его смерти.
Яркой, насыщенной творчеством врачебной и научно-педагогической деятельности на кафедре госпитальной педиатрии ЛПМИ было отдано всего двенадцать лет жизни. Л. М. Скородок скончался от фатального заболевания на 44-м году жизни, 3 декабря 1982 года и был похоронен на Гатчинском городском кладбище.

## Семья
- Жена: Людмила Александровна Лучкина (1936—2015) — научный сотрудник Петербургского (Ленинградского) института ядерной физики. Похоронена рядом с мужем;
  - Дочь: Юлия Леонидовна Скородок (1962 г. р.) — окончила ЛПМИ, врач детский эндокринолог, доцент кафедры педиатрии, эндокринологии и абилитологии ФП и ДПО Санкт-Петербургского государственного педиатрического медицинского университета, кандидат медицинских наук (1996)[6];
  - Сын: Дмитрий Леонидович Скородок (1970 г. р.) —  окончил Ленинградский институт авиационного приборостроения (ЛИАП). Предприниматель. Учредитель и генеральный директор управляющей компании.

## Вклад в здравоохранение Ленинграда
- Наряду с академиком В. Г. Барановым и его ученицей Анной Самарьевной (Шмарьевной) Стройковой[7]  Л. М. Скородок оказался одним из инициаторов создания в Ленинграде специализированного эндокринологического отделения при многопрофильной детской городской больнице им. К. А. Раухфуса. Несколько эндокринологических коек, которые с 1957 года существовали при небольшой, ограниченной в своих лечебно-диагностических возможностях больнице Смольнинского района, не могли удовлетворить запросы многомиллионного города. Научным руководителем и консультантом вновь созданного отделения[8] Леонид Маркович оставался на протяжении всех лет своей врачебной деятельности;
- Л. М. Скородок способствовал организации сети специализированных эндокринологических кабинетов в детских поликлиниках Ленинграда и подготовке врачей – детских эндокринологов. В рамках такой подготовки он регулярно читал лекции по актуальным вопросам детской эндокринологии для педиатров Ленинграда и Ленинградской области. Показательные консультативные приёмы детей с эндокринной патологией осуществлялись им в консультативно-методическом кабинете по детской эндокринологии при детской поликлинике № 44 Смольнинского района;
- В течение ряда лет Леонид Маркович выполнял обязанности консультанта межобластного детского эндокринологического центра;
- Л. М. Скородок занимал впервые созданную при Ленинградском Облздравотделе должность главного внештатного детского эндокринолога, а также организовал и возглавил научно-методический совет по детской эндокринологии Главного управления здравоохранения Ленгорисполкома;
- В Главном управлении здравоохранения Ленгорисполкома Леонид Маркович состоял также членом научно-практического совета по медицинской генетике ГУЗЛ.

## Научные труды
Леонид Маркович является автором более пятидесяти научных трудов по детской эндокринологии и пяти рационализаторских предложении:
- Скородок Л. М. Некоторые показатели течения гипотиреоза у детей в зависимости от сроков начала гормональной терапии и степени компенсации недостаточности щитовидной железы  : Автореферат дис. на соискание ученой степени кандидата медицинских наук. — Гос. ин-т усовершенствования врачей им. С. М. Кирова.. — Л., 1968. — 16 с.
- Скородок Л. М. К применению современных метолов диагностики заболеваний щитовидной железы в детском возрасте / в сб. «Современные методы получения, обработки, использования медицинской информации». — Л., 1967. — С. 93-94.
- Скородок Л. М. Некоторые особенности определения степени компенсации гипотиреоза у детей, получающих заместительную гормональную терапию. — «Педиатрия». — 1967, № 9. — С. 19-22.
- Скородок Л. М., Колточник А. Е. Нарушения мышления у детей школьного возраста, страдающих гипотиреозом. / в сб. «Вопросы клиники и патофизиологии психических заболеваний». — Л., 1967. — С. 117-119.
- Скородок Л. М., Колточник А. Е. О возможности восстановления интеллекта у детей с врожденным гипотиреозом под влиянием заместительной гормональной терапии / в сб. «Вопросы клиники и патофизиологии психических заболеваний». — Л., 1967. — С. 120-123.
- Скородок Л. М. Физическое развитие детей с врождённым гипотиреозом, длительно получающих тиреоидин / в сб. «Материалы к X научной конференции молодых учёных Лен.ГИДУВ». — Л., 1968. — С. 203-204.
- Скородок Л. М. Восстановление функции центральной нервной системы у детей с гипотиреозом под влиянием заместительной терапии тиреоидином / всб. «Материалы III Всероссийского съезда детских врачей». — М., 1969. — С. 193-194.
- Скородок Л. М. Оценка умственного развития детей, больных гипотиреозом / в сб. «Материалы II Тюменской конференции невропатологов и психиатров». — Тюмень, 1968. — С. 77-79.
- Скородок Л. М. Влияние заместительной гормональной терапии на умственное развитие детей, больных гипотиреозом. — «Педиатрия». — 1969, № 7. — С. 81-85.
- Скородок Л. М. О тактике лечения гипотиреоза у детей / в сб. «Диагностика и лечение эндокринных заболеваний у детей». — М., 1970. — С. 27-29.
- Скородок Л. М., Стройкова А. Ш. Сравнительное изучение ценности методик определения основного обмена и определения йода, связанного с белками крови, у детей, больных диффузным токсическим зобом. — «Вопросы охраны материнства и детства». — 1970, № 11. — С. 90-91.
- Скородок Л. М., Стройкова А. Ш., Хигер. Уровень связанного с белками йода в крови у здоровых и больных с задержкой роста. / в сб. «Система гомеостазиса в норме и патологии». — Л., 1971. — 57 с.
- Скородок Л. М. Отдалённые результаты длительного лечения детей, больных гипотиреозом / Тезисы докладов Республиканской конференции по детской эндокринологии. — Ростов-на-Дону, 1972. — С. 158-160.
- Скородок Л. М. Некоторые вопросы тактики лечения гипотиреоза у детей / в кн., «Актуальные вопросы детской эндокринологии». — М., 1972. — С. 68-75.
- Скородок Л. М. Материалы к изучению прогноза врождённой тиреоидной недостаточности у детей / Материалы I Всесоюзного съезда эндокринологов. — М., 1972.
- Скородок Л. М., Сиицкий Ю. Ф. Некоторые показатели обмена веществ у детей с несовершенным остеогенезисом / в сб. «Обмен веществ у детей и его нарушения». — Л., 1972. — С. 30-31.
- Скородок Л. М., Сиицкий Ю. Ф., Рассмагина Н. В. К патогенезу несовершенного костеобразования. — «Педиатрия». — 1973, № 10. — С. 32-35.
- Скородок Л. М., Хазанов А. И. Характеристика активности щитовидной железы у недоношенных детей / Материалы к X Всесоюзному съезду детских врачей. — М., 1974. — С. 226-228.
- Скородок Л. М. Содержание связанного с белками йода (СБИ) и бутанол-экстрагируемого йода (БЭЙ) / Вопросы гематологии в педиатрии (Сборник статей. Памяти акад. А. Ф. Тура) / под ред. В. И. Калиничевой. — труды ЛПМИ, вып. 5. — Л., 1975. — С. 18-21.
- Скородок Л. М., Мацко Г. Ф. Динамика содержания связанного с белками йода в крови у детей, больных лимфогранулематозом. — «Казанский медицинский журнал». — 1975, № 4. — С. 70-71.
- Скородок Л. М., Коган М. Е., Львов В. В. Возрастные особенности экскреции тестостерона и эпитестостерола у здоровых мальчиков и подростков. — «Педиатрия». — 1975, № 7. — С. 22-25.
- Тур А. Ф., Скородок Л. М., Шабалов Н. П., Эрман Л. В. Рецензия на учебник «Детские болезни», Киев, 1973. — «Педиатрия». — 1975, № 4. — С. 82-87.
- Савченко О. Н., Скородок Л. М., Степанов Г. С., Коган М. Е. Соотношение продукции гонадотропных гормонов у мальчиков и девочек в период полового созревания. — «Вопросы охраны материнства и детства». — 1976, № 8. — С. 21-27.
- Скородок Л. М., Князевская Е. Г., Стройкова А. Ш. Рецензия на кн. М. А. Жуковский, О. В. Николаев, С. Б. Пинский «Заболевания щитовидной железы у детей». — «Проблемы эндокринологии». — 1976, № 1. — С. 83-85.
- Скородок Л. М., Савченко О. Н., Коган М. Е., Степанов Г. С. Возрастная динамика гормона роста, половых гормонов и тироксинаи влияние их на показатели физического развития детей и подростков. — «Вопросы охраны материнства и детства». — 1977, № 9. — С. 28-33.
- Скородок Л. М., Савченко О. Н., Коган М. Е. О диагностике гипогонадизма у мальчиков и подростков. — «Педиатрия». — 1977, № 9. — С. 50-55.
- Степанов Г. С., Скородок Л. М., Савченко О. Н., Коган М. Е. Анализ взаимосвязи гормональных регуляторов анаболических процессов и показателей физического развития у детей и подростков / в кн. «Возрастные особенности физиологических систем детей и подростков». — М., 1977. — С. 131-132.
- Скородок Л. М., Луконин Ю. В., Тихвинский С. Б. Исследование функции гипофиза, половых желёз и сомато-полового развития мальчиков 10 – 17 лет – спортсменов и неспортсменов / в кн. «Актуальные вопросы спортивной медицины и лечебной физкультуры». — Таллин, 1977. — С. 58-59.
- Скородок Л. М., Ханкевич Н. С., Савченко О. Н. Гонадотропная функции гипофиза у здоровых новорожденных, родившихся при осложнённом течении первой половины беременности / Тезисы докладов научной конференции молодых учёных (апрель 1978 г.). — Ставрополь, 1978. — С. 47.
- Скородок Л. М., Ханкевич Н. С., Савченко О. Н. Тестостерон в крови доношенных и недоношенных новорожденных / в кн. «Актуальные вопросы неонатологии». — Л., 1979. — С. 23-26.
- Скородок Л. М. Роль антенатальной и перинатальной патологии в формировании гипогонадизма у мальчиков / в кн. «Актуальные вопросы неонатологии». — Л., 1979. — С. 74-77.
- Скородок Л. М., Ханкевич Н. С., Савченко О. Н. Гонадотропые гормоны и тестостерон у новорожденных детей и их матерей / в кн. «Физиология и патология эндокринной системы матери и ребёнка». — М., 1978. — С. 114-119.
- Савченко О. Н., Коган М. Е., Скородок Л. М. Разработка и применение функциональной пробы тестикул при некоторых формах нарушения половой дифференцировки и гтпогонадизма / Методические рекомендации. — ЛПМИ. — Л., 1979.
- Скородок Л. М. Трийодтиронин-продуцирующая функция щитовидной железы у мальчиков, больных гипогонадизмом / Тезисы докладов научно-практической конференции, посвященной 110-летию со дня основания детской больницы № 19 им. К. А. Раухфуса (сентябрь, 1979 г.). — ЛПМИ. — Л., 1979. — С. 91-93.
- Скородок Л. М., Зефиров Ю. Н., Савченко О. Н. Иммуноглобулины сыворотки крови у мальчиков и подростков, страдающих гипогонадизмом. — «Проблемы эндокринологии». — 1979, № 5. — С. 37-40.
- Скородок Л. М. Новые функциональные пробы в диагностике гипогонадизма у мальчиков и подростков / Тезисы VII Республиканской конференции эндокринологов Беллоруссии. 24-25 декабря 1979 г. — Брест, 1979. — С. 265-267.
- Мацко Г. Ф., Скородок Л. М. Методические указания по циклу эндокринологии детского возраста. Для студентов. — ЛПМИ. — Л., 1979.
- Скородок Л. М., Савченко О. Н., Коган М. Е. Разработка и применение функциональной пробы тестикул при некоторых формах нарушения половой дифференцировки и гипогонадизма : Метод. рекомендации. — ЛПМИ. — М., 1979. — 10 с.
- Скородок Л. М., Князевская Е. Г., Стройкова А. Ш. Эндокринные заболевания / Глава в учебнике «Детские болезни» под ред. А. Ф. Тура, О. Ф. Тарасова, Н. П. Шабалова. — 1979. — С. 537-583.
- Скородок Л. М., Эрман Л. В. Наследственные болезни / Глава в учебнике «Детские болезни» под ред. А. Ф. Тура, О. Ф. Тарасова, Н. П. Шабалова. — 1979. — С. 584-623.
- Скородок Л. М., Савченко О. Н. Нарушения полового развития у мальчиков. — М.: Медицина, 1984. — 238 с.
- Мацко Г. Ф., Скородок Л. М. Эндокринология детского возраста : Учеб.-метод. пособие / Ленингр. педиатр. мед. ин-т; / под ред. В. И. Калиничевой. — ЛПМИ. — Л., 1986. — 89 с.